# Ель-Пуейо-де-Арагуас
Ель-Пуейо-де-Арагуас (ісп. El Pueyo de Araguás, араг. O Pueyo d'Araguás) — муніципалітет в Іспанії, у складі автономної спільноти Арагон, у провінції Уеска. Населення — 153 особи (2009).
Муніципалітет розташований на відстані близько 390 км на північний схід від Мадрида, 60 км на північний схід від Уески.
На території муніципалітету розташовані такі населені пункти: (дані про населення за 2009 рік)
- Арагуас: 15 осіб
- Лос-Молінос: 24 особи
- Ла-Муера: 4 особи
- Онсінс: 19 осіб
- Ла-Пардіна: 4 особи
- Ель-Плано: 12 осіб
- Ель-Пуейо-де-Арагуас: 42 особи
- Сан-Лор'єн: 6 осіб
- Ель-Сото: 7 осіб
- Торреліса: 17 осіб
- Сан-Вікторіан: 0 осіб
- Каса-Кастан: 0 осіб

## Демографія
Динаміка населення (INE ):